# Gong Linna
Gong Linna (chinois : 龚琳娜 , née le 1er août 1975) est une chanteuse chinoise. Son style allie la "légèreté" traditionnelle et le " ch'i " des mélodies centenaires à sur des paroles modernes. Elle a interprété de nombreuses pièces composées ou arrangées par son mari, le compositeur allemand Robert Zollitsch , connu en Chine sous le nom de Lao Luo (chinois : 老锣), et a collaboré avec le musicien de fado portugais António Chainho ,.
Les époux Gong et Zollitsch se rendent, depuis 2002, dans des provinces de Guizhou , Shaanxi et dans le Fujian , pour comprendre et  préserver la musique folklorique.

## Petite enfance
Gong est née à Guiyang , Guizhou , le 1er août 1975. En 1992, elle s'inscrit à l'école secondaire affiliée au Conservatoire de musique de Chine,  elle y étudie la musique traditionnelle avec le professeur Zou Wenqin. Après le lycée, elle fut admise u Conservatoire de musique de Chine .

## Discographie
Sa chanson Tante (chinois : 忐忑) est d'un rythme rapide qui utilise différents standards de l' opéra chinois , accompagnés par des instruments traditionnels chinois. Après que Gong Linna l’eut interprétée, lors du concert du Nouvel An 2010 de la Hunan Télévision,  la chanson fut rapidement popularisée en Chine, dans une vidéo sous le titre "Divine Comedie". Hunan Télévision est également connue sous le nom de Hunan TV (chinois simplifié : 湖南卫视 ; pinyin : Húnán Wèishì), c'est une chaîne de télévision privée de la Chine appartenant au groupe HBS (Hunan Brodcasting System).
En 2013, elle a participé à "All-Star Wars" (chinois : 全能星战) une émission de télé-réalité pour chanteuse produite par Jiangsu Satellite TV en 2013. Le programme était animé par Li Xiang et un total de douze numéros ont été diffusés. Son époux  Zollitsch y a également contribué comme sponsor. La première représentation était une version rock d'une ballade pop classique basée sur un ancien poème, " Wishing We Last Forever ", mais cette interprétation fut considérée comme insuffisante et fut créditée du plus bas score . Cependant, les prestations qui suivirent furent bien mieux accueillies, y compris une chanson folklorique du Yunnan "Rippling Brook" et une version d'opéra de "Tante",.

## "Je suis un chanteur"
En 2019, Gong Linnaa été l'un des sept chanteurs du premier tour de la sixième saison de Singer (émission de télévision) : "Je suis un chanteur" organisé par Hunan Satellite TV ,

### Saison 7 (2019)
La saison a débuté le 11 janvier 2019, et s'est achevée le 12 avril 2019. 
| Nationalité | Artiste              | Occupation                                                                         | Arrivée    | Départ     | Statut     |
| ----------- | -------------------- | ---------------------------------------------------------------------------------- | ---------- | ---------- | ---------- |
| Chine       | Liu Huan             | Chanteur anciennement dans The Voice of China et interprète de l'hymne des JO 2008 | Semaine 1  | Semaine 13 | Vainqueur  |
| Taïwan      | Wu Tsing-Fong        | Vocaliste                                                                          | Semaine 1  | Semaine 13 | Deuxième   |
| Chine       | Super-vocal finalist | Boys band                                                                          | Semaine 5  | Semaine 13 | Troisième  |
| Chine       | Yang Kun             | Chanteur anciennement dans The Voice of China et interprète de l'hymne des JO 2008 | Semaine 1  | Semaine 13 | Quatrième  |
| Taïwan      | Chyi Yu              | Chanteuse                                                                          | Semaine 1  | Semaine 12 | Cinquième  |
| Russie      | Polina Gagarina      | Chanteuse arrivé 2e au concours de l'Eurovision 2015 et ancienne coach de Golos    | Semaine 4  | Semaine 12 | sixième    |
| Chine       | Gong Linna           | Chanteuse                                                                          | Semaine 10 | Semaine 12 | septième   |
| Chine       | Chen Chusheng        | Chanteur ayant remporté Super Boy 2007                                             | Semaine 11 | Semaine 12 | Éliminé    |
| Hong Kong   | Angela Hui           | Chanteuse                                                                          | Semaine 8  | Semaine 9  | Éliminée   |
| Taïwan      | Bii                  | Chanteur, compositeur et acteur                                                    | Semaine 8  | Semaine 8  | Non choisi |
| Taïwan      | Faith Yang           | Musicienne                                                                         | Semaine 7  | Semaine 7  | Éliminée   |
| Bulgarie    | Kristian Kostov      | Chanteur arrivé 2e au concours de l'Eurovision 2017                                | Semaine 1  | Semaine 6  | Éliminé    |
| Chine       | ANU                  | Groupe                                                                             | Semaine 2  | Semaine 5  | Éliminés   |
| Chine       | Jefferson Qian       | Chanteur                                                                           | Semaine 5  | Semaine 5  | Non choisi |
| Chine       | Zhang Xin            | Chanteuse                                                                          | Semaine 1  | Semaine 3  | Éliminée   |
| Chine       | Liu Yuning           | Chanteur membre des Modern Brothers et acteur                                      | Semaine 2  | Semaine 2  | Non choisi |
| Chine       | Escape Plan          | Chanteur de rock                                                                   | Semaine 1  | Semaine 2  | Éliminés   |

## Vie privée
En avril 2002, Gong a rencontré le compositeur allemand Robert Zollitsch à Pékin,  ils se sont mariés à Guiyang, dans la province de Guizhou en 2004. Le couple a deux fils .